# New Journal of Physics
New Journal of Physics — рецензируемый научный журнал, охватывающий все аспекты физики, в том числе междисциплинарные темы.
Основан в 1998 году. Выпускается совместно британским Институтом физики и Немецким физическим обществом в издательстве IOP Publishing. Главный редактор — Барри Сандерс (Университет Калгари и Университет науки и технологий Китая). Выходит только онлайн, доступ — открытый, входит в инициативу SCOAP³ по поддержке открытого доступа к журналам по физике высоких энергий.
Индексируется и аннотируется во многих реферативных базах и изданиях, в том числе в Астрофизической информационной системе НАСА, Химической реферативной службе, Compendex, Current Contents, INIS Atomindex, Inspec, MathSciNet, PubMed, Реферативном журнале, базе ВИНИТИ, Research Alert, SCIE, Scopus, WoS.